# John Adams (minisèrie)

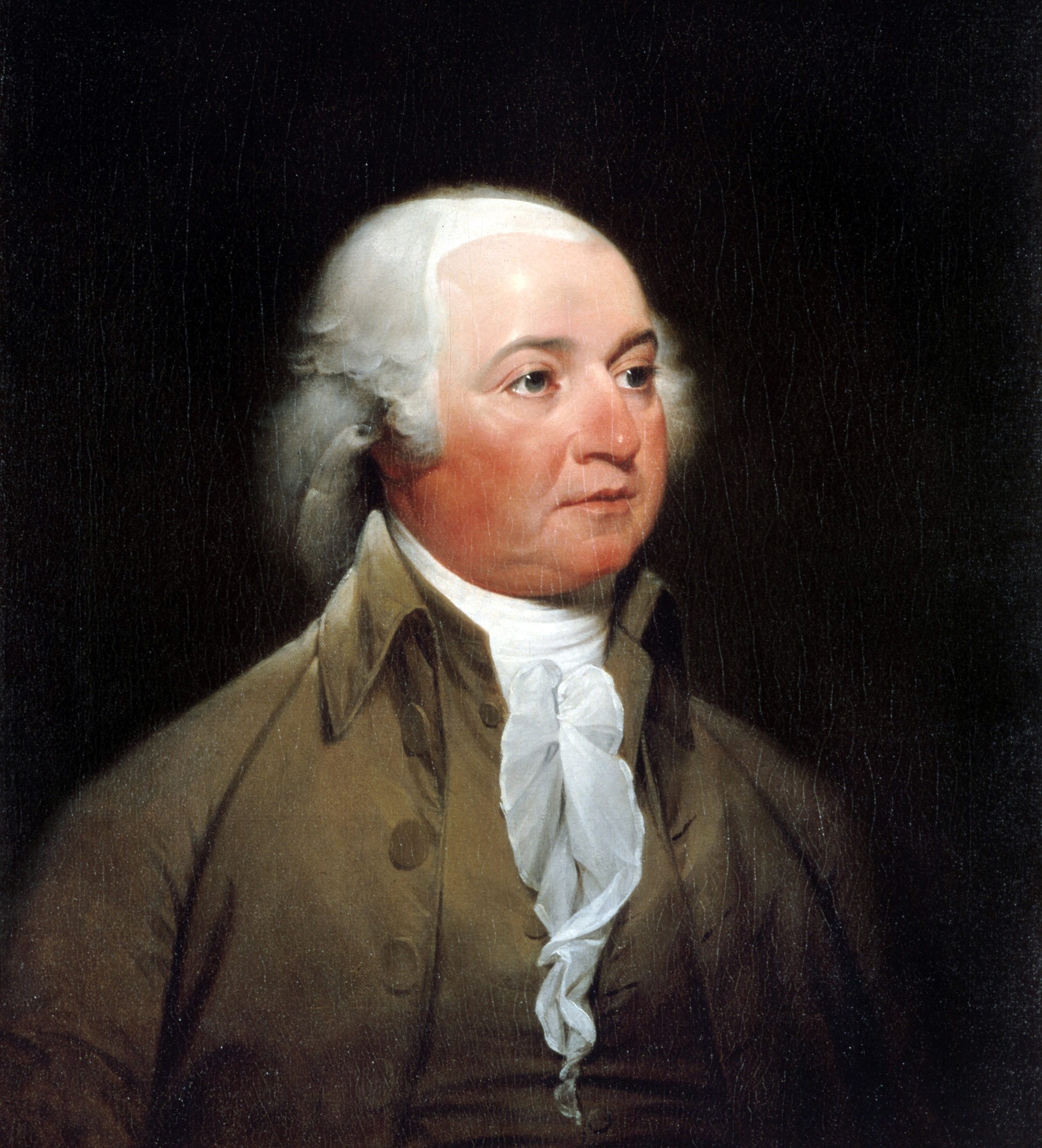
Retrat del president John Adams, del qual en relata part de la seva vida política.

John Adams és una minisèrie de televisió nord-americana de l'any 2008 que relata la major part de la vida política del president dels EUA John Adams i el seu paper en la fundació dels Estats Units d'Amèrica. Paul Giamatti interpreta a John Adams. La minisèrie va ésser dirigida per Tom Hooper. Kirk Ellis va escriure el guió basat en el llibre de John Adams per David McCullough. Aquesta biografia de John Adams i la història dels primers cinquanta anys dels Estats Units es va transmetre en set parts per HBO entre el 16 de març i el 20 d'abril de 2008. John Adams va rebre elogis de la crítica i nombrosos premis de prestigi. La minisèrie va guanyar quatre premis Globus d'Or i tretze premis Emmy, més que qualsevol altra en la història.
La minisèrie va ésser emesa en català a través del primer canal de Televisió de Catalunya a partir del 8 de setembre de 2014.

## Episodis
- Unir-se o morir
- Independència
- No em trepitgeu
- El retrobament
- Unió o mort
- Una guerra innecessària
- Peacefield

## Càsting
- Paul Giamatti com a John Adams.
- Laura Linney com a Abigail Adams.
- Stephen Dillane com a Thomas Jefferson.
- David Morse com a George Washington.
- Tom Wilkinson com a Benjamin Franklin.
- Rufus Sewell com a Alexander Hamilton.
- Justin Theroux com a John Hancock.
- Danny Huston com a Samuel Adams.
- Mamie Gummer com a Sally Smith Adams